# Анатолий (Максимович)
Архиепископ Анатолий (в миру Андрей Иванович Максимович; 1766, село Усовка, Переяславский уезд — 14 февраля 1844, Сызрань) — епископ Русской православной церкви, архиепископ Симбирский и Сызранский.

## Биография
Андрей Иванович Максимович родился в 1766 году в дворянской семье в Малороссии.
Обучался в Переяславской семинарии. В 1789 году окончил Александро-Невскую Главную семинарию в Санкт-Петербурге и оставлен в ней учителем риторики и греческого языка.
В 1792 году рукоположён во священника к Спасо-Сенновской церкви и в течение трёх лет был катехизатором.
С 1809 года — первый ректор реформированной Санкт-Петербургской духовной семинарии, профессор богословия, член консистории и цензурного комитета.
В 1809 году принял монашество, возведён в сан архимандрита Свято-Троицкой Сергиевой пустыни под Санкт-Петербургом и назначен благочинным над законоучителями в кадетских корпусах.
31 марта 1812 года хиротонисан во епископа Полтавского и Переяславского.
С 7 февраля 1816 года — архиепископ Минский и Литовский. 10 февраля 1816 года награждён орденом Святой Анны 1-й степени.
С 10 февраля 1832 года — архиепископ Симбирский и Сызранский.
7 августа 1842 года уволен на покой.

Могила архиепископа Анатолия (Воскресенский некрополь).

Скончался 14 февраля 1844 года в Сызранском Вознесенском монастыре. Похоронен в Феодоровском храме Свято-Воскресенского монастыря. 16 сентября 2004 года погребён у алтаря Воскресенского храма  на Воскресенском некрополе (Ульяновск).

## Сочинения
- Слово на Успение Богоматери. — СПб., 1808.
- Речь говоренная в Александро-Невской лавре при погребении тела духовника Его Императорскаго Величества ... протопресвитера ... Сергия Феодоровича Федорова [3]. — СПб., 1808.
- Слово при приведении к присяге чиновников, избранных в должности. — СПб., 1811.
- Речь в собрании Библейского общества. — СПб., 1822